# 幻惑されて (アルバム)
『幻惑されて』（げんわくされて）は、1991年10月30日にリリースされたKAI FIVEの1枚目のアルバム。表題曲はシングルとして同日発売。
2003年にユニバーサルミュージックより、デジタルリマスター盤『アブソリュート・幻惑されて（+2）』として復刻。2曲のボーナストラック収録。

## 収録曲

### オリジナル
1. グッドフラストレーション
2. 幻惑されて
3. ラブ・シュール
4. LOVEPOTION
5. 悪戯-いたずら-な干渉
6. ヒーリングタイム
7. エスカレーション
8. 報酬-わけまえ-（名ばかりで愛しいビッグ・マウス・ブルース）
9. 顔役
10. OH MY LOVE

### 2003年リマスター盤
1. グッドフラストレーション
2. 幻惑されて
3. ヒーリングタイム
4. ラブ・シュール
5. LOVEPOTION
6. OH MY LOVE（STRINGS VERSION）
7. 悪戯-いたずら-な干渉
8. エスカレーション
9. 顔役
10. 報酬-わけまえ-（名ばかりで愛しいビッグ・マウス・ブルース）

Bonus Track
1. 甘い復讐（SINGLE VERSION）
2. OH MY LOVE（ORIGINAL RELEASE VERSION）